# 씹새끼
씹새끼 혹은 씹자식은 한국에서 쓰이는 욕설 중 하나로 하는 행동이 얄밉고 더러운 남자를 비속하게 이르는 말이다. 여기서 '씹'은  여성의 성기 또는 성교를 비속하게 이르는 말이다.

## 같이 보기
- 욕설
- 씹